# Whitey Skoog
Pour les articles homonymes, voir Skoog.
Myer Upton « Whitey » Skoog, né le 2 novembre 1926 à Duluth dans le Minnesota et mort le 4 avril 2019 à Saint Peter dans le Minnesota, est un ancien joueur américain de basket-ball. Il évolue durant sa carrière au poste de meneur.

## Palmarès
- Champion NBA 1952, 1953, 1954